# Equicez
Equicez è stato un duo musicale norvegese formatosi nel 1993 e scioltosi nel 2009. È stato costituito dai musicisti F'EM One e Cast.

## Storia del gruppo
L'EP d'esordio Live from Pass It (2001) ha fatto guadagnare al duo una nomination per lo Spellemannprisen all'hip hop. State of Emergency - Generation Equiz (2003), primo album in studio del gruppo, ha esordito al 24º posto della VG-lista. Il singolo Barnslig (2005) ha sancito il loro debutto nella hit parade norvegese, raggiungendo la 12ª posizione.
A circa otto anni di distanza hanno fatto ritorno sulle scene musicali pubblicando l'album Stage of Extinction; il disco ha esordito al 36º posto della classifica norvegese.

## Formazione
- F'EM One
- Cast

## Discografia

### Album in studio
- 2003 – State of Emergency - Generation Equiz
- 2013 – Stage of Extinction

### EP
- 2001 – Live from Pass It

### Singoli
- 2005 – Blind (con We)
- 2005 – Barnslig
- 2005 – Negative Kids
- 2014 – Hardcore Encore
- 2014 – Equicez 4 the Kids
- 2014 – Det jeg er
- 2014 – Barnslig 2 (feat. Aki)